# Петросьян, Артур Левонович
Арту́р Лево́нович Петросья́н (родился 21 сентября 1979 года в Москве) — российский спортивный журналист, шеф-редактор, футбольный скаут.
Известен по работе в еженедельнике «Футбол», на портале телеканала «Россия-2» Sportbox.ru, в издании «Спорт-Экспресс», а также публикациями в таких зарубежных СМИ, как The Guardian, ESPN, The New York Times, Sky Sports, BBC и других.
Петросьян представляет Россию в жюри крупнейшего ежегодного голосования в СМИ по определению лучшего футболиста года, проводимого британским изданием The Guardian.
Также является скаутом по поиску футбольных талантов в России и странах СНГ и экспертом по российскому футболу на различных зарубежных ресурсах.

## Карьера
Окончив экономический факультет  МЭСИ (2001), в течение двух лет работал менеджером в «Сбербанке» и специалистом аналитического отдела «Роснефти», после чего переключился на футбол.
В 2001 году стал ведущим пресс-конференций, переводчиком и диктором по стадиону во время международных матчей «Динамо» Москва. Петросьян поработал переводчиком Дика Адвоката на матче с руководимым им "Глазго Рейнджерс", и это косвенно послужило началом нового этапа карьеры, непосредственно связанного с футболом.
В 2003 году начал писать в еженедельник «Футбол», специализируясь на репортажах и интервью легионеров, играющих в России.
В 2007 году стал шеф-редактором футбольного отдела на портале телеканала «Россия-2» Sportbox.ru, где также являлся продюсером и ведущим различных программ, включая шоу с мировыми звёздами, такими как Оливер Кан, Руд Гуллит, Бебето и другими.
В 2013 году возглавил интернет-редакцию «Спорт-Экспресс», где также выступал в роли обозревателя. В 2016 году после конфликта с владельцами издания из-за массового сокращения сотрудников подал в отставку и вместе с большей частью уволенных коллег создал проект Sportfakt.ru. Дата обращения: 30 марта 2022. Архивировано 13 мая 2020 года., став его шеф-редактором.
За свою карьеру Петросьян поработал на шести чемпионатах мира и  Европы, финалах Лиги чемпионов и Лиги Европы в качестве обозревателя, репортёра и организатора работы редакций. Брал интервью у множества футбольных звёзд, таких как Криштиану Роналду, Генриха Мхитаряна и других, включая самое запоминающееся, по его признанию, интервью с Брюсом Гроббеларом, взятое во время чемпионата мира в ЮАР.
Во время Чемпионата Европы 2016 Петросьян занимался анализом и прогнозами на матчи турнира, находясь во Франции, соревнуясь с другими российскими экспертами в издании "Рейтинг букмекеров". Он показал лучший результат и по проценту точных прогнозов, и по размеру чистой прибыли, после чего стал там постоянным экспертом.
Тогда же стал самым читаемым футбольным журналистом из России в Твиттере, пишущим на английском языке, набрав более 30 тысяч подписчиков.
В качестве футбольного скаута считает своим достижением раскрытие малоизвестных на тот момент Даниила Уткина, Хвичи Кварацхелии, Зурико Давиташвили и Арсена Захаряна.
С 2017 года репортёр УЕФА на матчах сборной России и российских клубов в еврокубках.

## Личная жизнь
В матче Лиги чемпионов сезона 2005/06 "Каунас" - "Ливерпуль" отдал предголевой пас Стивену Джеррарду, находясь у бровки поля.
Играет на гитаре. Как-то заработал несколько евро, играя «Звезду по имени Солнце» на улицах Мадрида.
Принимает участие в международных турнирах по нардам. В 2017 году стал неофициальным чемпионом мира по быстрым нардам на крупнейшем международном турнире на Кипре.
В интервью признался, что пройденный ДНК-тест показал родственные связи с бывшим капитаном московского "Спартака" и сборной России Егором Титовым.